# میرزاجعفرلی
میرزاجعفرلی (به ترکی آذربایجانی: Mirzəcəfərli) یک منطقهٔ مسکونی در جمهوری آذربایجان است که در شهرستان بردع واقع شده‌است. میرزاجعفرلی ۵۴۶ نفر جمعیت دارد.